# Heinrich Rabeling
Heinrich Karl Paul Rabeling (* 24. August 1890 in Oldenburg (Oldb); † 24. Mai 1956 in Bad Godesberg) war ein deutscher Jurist und von 1933 bis 1945 Oberbürgermeister der Stadt Oldenburg.

## Leben
Heinrich Rabeling wuchs in Oldenburg als Sohn des Kaufmanns Karl Rabeling (1864–1922) und dessen Ehefrau Julie geb. Strackerjan (1864–1938) auf und besuchte das Alte Gymnasium Oldenburg. Er studierte an der Universität Grenoble und der Albert-Ludwigs-Universität Freiburg Rechtswissenschaft. 1911 wurde er im Corps Hasso-Borussia Freiburg recipiert. Als Inaktiver wechselte er an die Friedrich-Wilhelms-Universität zu Berlin und die Christian-Albrechts-Universität zu Kiel. Er schloss das Studium mit der Promotion zum Dr. iur. ab. 1913 begann er die Referendarausbildung, die im August 1914 durch den Ausbruch des Ersten Weltkriegs unterbrochen wurde, an dem Rabeling von 1914 bis 1918 als Soldat teilnahm. Nach dem Krieg wurde er Mitglied im Stahlhelm-Bund. Anschließend beendete er seine Ausbildung und trat 1920 als Assessor in den oldenburgischen Staatsdienst ein. Zunächst war er im Ministerium des Innern, dann im Amt Westerstede, Amt Oldenburg und Amt Friesoythe tätig. Dort wurde er 1923 Amtshauptmann.
Er wurde 1926 zum Oberfinanzrat befördert und übernahm den Vorsitz der oldenburgischen Staatsbankdirektion. Zeitgleich wurde er auch 1. Mitleiter der Staatlichen Kreditanstalt, der Landessparkasse und der Öffentlichen Lebensversicherungsanstalt im Oldenburger Land. Politisch stand er der DNVP nahe. Als nach der Landtagswahl 1932 die Nationalsozialisten die Macht im Freistaat Oldenburg übernahmen, wurde Rabeling, offenbar weil er sich gegen unausgegorene Kreditschöpfungspläne des Ministerpräsidenten Carl Röver ausgesprochen hatte, im Oktober 1932 vom Vorsitz der Staatsbankdirektion enthoben.
Am 13. Januar 1933 wurde Rabeling zum Oberbürgermeister der Stadt Oldenburg gewählt und am 17. Januar 1933 in sein Amt eingeführt.
Seine Wahl stand im Zusammenhang mit den schweren Einbußen der NSDAP bei den Reichstagswahlen November 1932, bei der die DNVP allerdings dazugewinnen konnte und insofern von der NSDAP intensiv für eine Koalition umworben wurde. Hierbei war die Parteispitze gegenüber der DNVP auch zu Zugeständnissen bereit. Unmittelbar nach der Amtsübernahme trat Rabeling zum 1. Mai 1933 der NSDAP bei (Mitgliedsnummer 2.867.596) und passte sich auch ansonsten den neuen Machthabern an. 1940 wurde daher seine Amtszeit mit Zustimmung des inzwischen zum Reichsstatthalter beförderten Röver ohne Ausschreibung der Stelle für weitere zwölf Jahre verlängert. Als am 5. Mai 1945 unmittelbar zum Ende des Zweiten Weltkrieges Oldenburg durch britische Truppen besetzt wurde, enthob die Britische Militärverwaltung Rabeling seines Amtes und verhaftete ihn.
Nach seiner Entlassung aus einem britischen Internierungslager war er als Anwalt tätig.

## Familie
Rabeling heiratete am 25. Juni 1915 Helene Johanne Cornelius (1894–1984).